# Die Inkohärenz der Philosophen
Die Inkohärenz der Philosophen (arabisch تهافت الفلاسفة, DMG Tahāfut al-falāsifa ‚Die Inkohärenz [der innere Widerspruch] der Philosophen‘, lat. Destructio philosophorum, deutsch auch Der Ruin der Philosophen und Die Widerlegung der Philosophen) ist ein philosophisches Werk des persischen Theologen und Philosophen al-Ghazālī aus dem Jahre 1095 und gilt als Meisterwerk philosophischer Literatur. Es richtet sich gegen die „Alternativreligion“ der Philosophie und den „Hochmut gegenüber den Religionsgelehrten“, die von den Philosophen ausgehe. Das Werk bot Averroes den Anlass zu seiner Entgegnung Tahāfut at-tahāfut („Die Inkohärenz der Inkohärenz“, lat. Destructio destructionum).

## Entstehung
Al-Ghazālī schrieb in Erretter aus dem Irrtum (al-Munqid̲ min aḍ-ḍalāl, „Der Erretter vom Irrtum“), er habe drei Jahre an der Inkohärenz der Philosophen gearbeitet – zwei Jahre, um die Lehren der Philosophen (falāsifa) zu verstehen, eines, um ihre Inkohärenz aufzuzeigen – tatsächlich arbeitete er vermutlich Jahrzehnte an dem Werk. Er bereitete sich „sehr gründlich“ auf seine Widerlegungsschrift vor und verfasste dabei mehrere Zusammenfassungen der Lehren der falāsifa, darunter Die Lehren der Philosophen (Maqāṣid al-falāsifa) – eine „arabische Überarbeitung eines persischen Lehrbuchs von Avicenna“, das ins Hebräische und Lateinische übersetzt wurde.

## Titel
„Tahāfut al-Falāsifa“ kann als „Widerlegung“ oder „Inkohärenz der Philosophen“ übersetzt werden. Griffel beschreibt den Tahāfut als das „In-sich-zusammenstürzen“.

## Adressaten und Vorgehensweise
Die Inkohärenz der Philosophen richtet sich gegen die „ganze intellektuelle Richtung, die sich falsafa nannte“, von der al-Ġazālī jedoch bereit war, einige Ideen zu akzeptieren. Das Werk ist in zwanzig Einzelfragen unterschiedlicher Länge unterteilt (Singular masʾala), in denen al-Ghazālī jeweils einen philosophischen Lehrsatz einer kritischen Überprüfung unterzieht.
Angeregt wurde al-Ghazālīs Projekt durch die Beschäftigung mit der „politischen Philosophie“ der arabischen Geistesgeschichte seit al-Fārābī, die sich ihm als „alternative Religion zum Islam“ darstellt und den Vorrang der rationalen Apodiktik vor der religiösen Offenbarung behauptet. Diese sei aufgrund mangelnder Kritik der Philosophen „von einer Generation zur nächsten übertragen“ worden.
Al-Ghazālīs Hauptanliegen in seiner, bisweilen polemischen, aber stets philosophisch argumentierenden Schrift ist es, „zu zeigen, dass Rationalität allein nicht zu […] Wissen führen kann“. Darüber hinaus sind die „großen Philosophen“ für al-Ghazālī bloße „Nachahmer der großen Propheten – wie alle anderen Menschen auch“.
In der Diskussion der ersten Frage formuliert al-Ghazālī das als Buridans Esel bekannt gewordene Paradoxon der Entscheidung zwischen zwei gleichartigen Desideraten.